# Giovanni Scatturin
Giovanni Scatturin, född 30 maj 1893 i Venedig, död 11 oktober 1951 i Rosario, var en italiensk roddare.
Scatturin blev olympisk guldmedaljör i tvåa med styrman vid sommarspelen 1920 i Antwerpen.